# Деміївська площа
Деміївська пло́ща — площа в Голосіївському районі міста Києва, місцевість Деміївка. Розташована між Голосіївським проспектом, проспектом Валерія Лобановського, вулицями Ізюмською та Миколи Грінченка, провулком Руслана Лужевського і проспектом Науки.

## Історія
Площа виникла в XIX столітті, мала офіційну назву Базарна і народну назву Деміївська базарна або Деміївська.
З 1961 року — Комсомольська пло́ща, того ж року у зв'язку з введенням у експлуатацію спорудженого на ній Центрального автовокзалу перейменована на Автовокзальну площу.
З 1969 року мала назву Московська площа, від Московського району міста, в центрі якого площа була розташована.
Сучасна назва, що походить від місцевості Деміївка — з 2016 року.
В її південній частині наприкінці 1970-х років повністю змінено забудову. У грудні 2010 року на площі було відкрито транспортну розв'язку.
29 серпня 2020 року відкривається новий громадський простір на площі. Він розташований недалеко від фабрики Roshen.

## Галерея

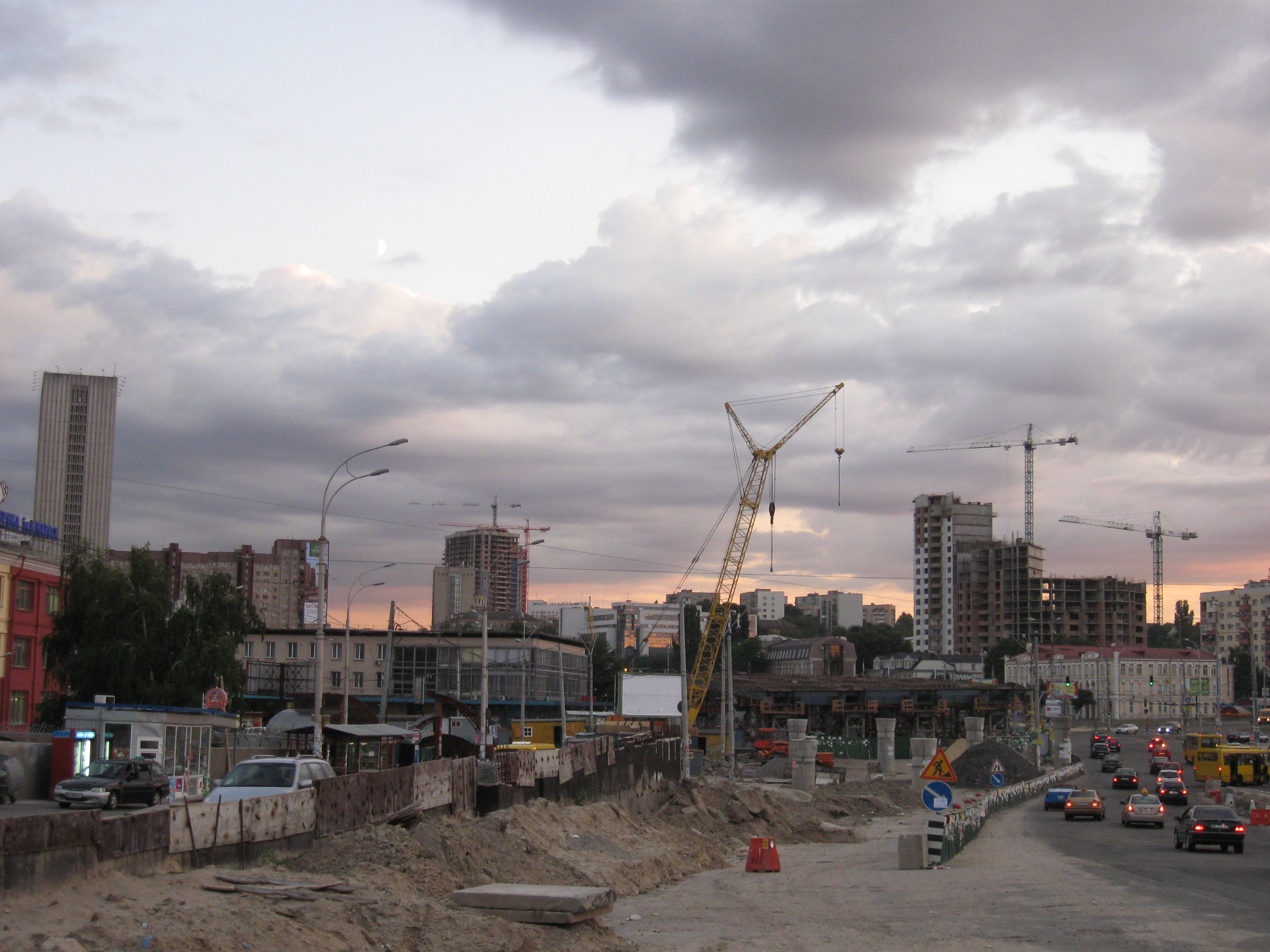
Будівництво транспортної розв'язки на площі, 2009 рік
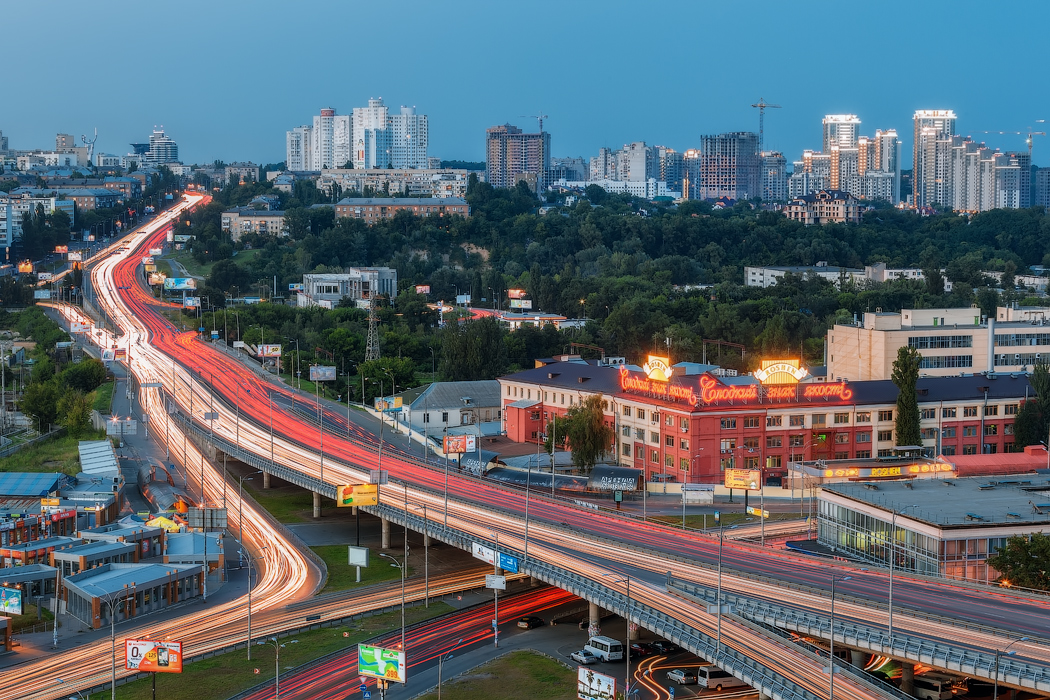
Деміївська площа увечері
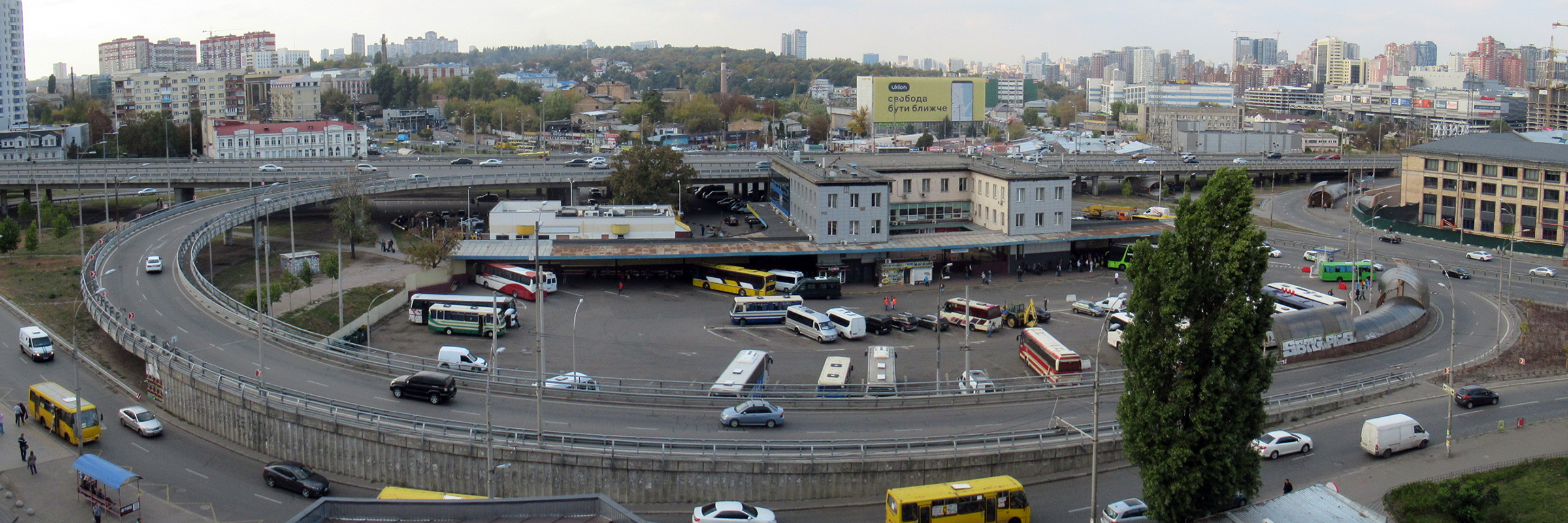
автостанція Київ посеред розв'язки площі